# 李嘉仲
李嘉仲（1899年？—1981年），原名李辉，曾用名李可猷、李扶荪:99，中国共产党党员，中国民主同盟盟员，中华人民共和国政治人物。

## 生平
1899年，李嘉仲出生于重庆北碚，1918年毕业于重庆巴县中学，1922年毕业于成都高等师范学校英语部，1922年至1923年于南开大学借读，1923年至1925年就读于北京师范大学教育研究科，在校期间加入了中国青年共产团。1925年下半年回四川担任巴县国民师范学校教务主任，期间经杨闇公介绍加入中国共产党，同年以个人身份加入中国国民党。1926年担任中共重庆地委候补委员，不久转为地委委员。当年12月参与组织顺泸起义。1926年底至1927年担任重庆万县师范学校校长、国民党左派四川省党部委员兼川东党务特派员，同时负责军队运动工作。三·三一惨案发生后前往武汉担任国民党四川省党部办事处负责人。4月下旬作为四川省代表参加了中国共产党第五次全国代表大会。:99:931
1927年7月，李嘉仲参加了南昌起义，起义部队南下时因脚伤离开部队，前往吉安养伤，自此与中共党组织失去联系。1928年8月返回北碚。1930年至1932年先后在南充、成都、上海等地任教。在上海任教期间参加了中国共产党的外围组织“社会科学家联盟”。1934年至1936年又先后在上海、浙江等地任教。1936年9月至1937年4月前往日本东京考察，之后回国参加上海救国会和援救七君子的活动。七七事变爆发后返回成都，先后于成都的多所中学担任教职，在此期间还参加各处的抗日救亡座谈会。1938年上半年恢复中国共产党党籍。1938年担任四川犍为盐厂私立通材中学校长，后因拒绝加入中国国民党而辞职。1939年至1941年于四川省立南充中学任教，1942年至1943年担任重庆大华炼油厂北碚分厂副经理，为八路军提供油料，同时掩护中共地下党员，之后重新返校任教。1945年10月加入中国民主同盟。1946年至1948年在四川三台葫芦溪中学任教，同时发展民盟盟员。:99:931:539
中华人民共和国成立后，1950年至1955年先后领导成都和重庆的民盟工作，同时先后担任重庆市教育局副局长、重庆师范专科学校校长，第三、四、五届全国政协委员，第四届四川省政协常委，重庆市第六届政协委员会副主席、民盟中央委员、民盟四川省委及重庆市委副主任委员。1981年因病逝世。:99:931:539